# Joel Valencia
César Joel Valencia Castillo (Quinindé, 16 november 1994) is een Ecuadoraans-Spaans voetballer die als middenvelder voor Zagłębie Sosnowiec speelt.

## Carrière
Joel Valencia werd geboren in Ecuador, maar verhuisde op achtjarige leeftijd naar Spanje. Hier speelde hij in de jeugdopleiding van Real Zaragoza, waar hij van 2011 tot 2014 in het tweede elftal speelde. Op 28 augustus 2011 debuteerde hij in het eerste elftal van Real Zaragoza in de Primera División. In de met 0-6 verloren thuiswedstrijd tegen Real Madrid mocht hij in de 82e minuut invallen voor Paulo da Silva. Dit was zijn enige wedstrijd voor Real Zaragoza. In 2014 werd hij verhuurd aan Atlético Malagueño, het tweede elftal van Málaga CF. Hierna speelde hij anderhalf jaar voor UD Logroñés. Na anderhalf jaar bij het Sloveense FC Koper, kwam hij in 2017 bij het Poolse Piast Gliwice terecht. Hier maakte hij grote indruk en werd hij in het seizoen 2018/19 kampioen van de Ekstraklasa en werd hij verkozen tot speler van het jaar. Dit leverde hem een transfer op naar het Engelse Brentford FC, wat twee miljoen euro voor hem betaalde. Met Brentford werd hij derde in de Championship, waardoor de club zich kwalificeerde voor de play-offs voor promotie naar de Premier League. In de finale werd verloren van Fulham. Hierna werd hij achtereenvolgens verhuurd aan Legia Warschau, AD Alcorcón en De Graafschap. Nadat zijn contract bij Brentford afliep, vertrok hij in 2023 naar het Poolse Zagłębie Sosnowiec.

### Statistieken
| Seizoen                       | Club                 | Land           | Competitie         | Competitie | Competitie | Beker | Beker | Overig | Overig | Totaal | Totaal |
| Seizoen                       | Club                 | Land           | Competitie         | Wed.       | Dlp.       | Wed.  | Dlp.  | Wed.   | Dlp.   | Wed.   | Dlp.   |
| ----------------------------- | -------------------- | -------------- | ------------------ | ---------- | ---------- | ----- | ----- | ------ | ------ | ------ | ------ |
| 2011/12                       | Real Zaragoza        | Spanje         | Primera División   | 1          | 0          | 0     | 0     | –      | –      | 1      | 0      |
| 2011/12                       | Real Zaragoza B      | Spanje         | Segunda División B | 20         | 0          | –     | –     | 0      | 0      | 20     | 0      |
| 2012/13                       | Real Zaragoza B      | Spanje         | Segunda División B | 14         | 0          | –     | –     | 0      | 0      | 14     | 0      |
| 2013/14                       | Real Zaragoza B      | Spanje         | Tercera División   | 1          | 0          | –     | –     | –      | –      | 1      | 0      |
| 2013/14                       | → Atlético Malagueño | Spanje         | Tercera División   | 18         | 1          | –     | –     | 0      | 0      | 18     | 1      |
| 2014/15                       | UD Logroñés          | Spanje         | Segunda División B | 33         | 1          | 0     | 0     | 2      | 0      | 35     | 1      |
| 2015/16                       | UD Logroñés          | Spanje         | Segunda División B | 17         | 0          | 2     | 0     | –      | –      | 19     | 0      |
| 2015/16                       | FC Koper             | Slovenië       | 1. SNL             | 12         | 1          | 0     | 0     | –      | –      | 12     | 1      |
| 2016/17                       | FC Koper             | Slovenië       | 1. SNL             | 14         | 0          | 1     | 0     | –      | –      | 15     | 0      |
| 2017/18                       | Piast Gliwice        | Polen          | Ekstraklasa        | 25         | 3          | 1     | 0     | –      | –      | 26     | 3      |
| 2018/19                       | Piast Gliwice        | Polen          | Ekstraklasa        | 33         | 6          | 1     | 0     | –      | –      | 34     | 6      |
| 2019/20                       | Piast Gliwice        | Polen          | Ekstraklasa        | 1          | 0          | 0     | 0     | 4      | 0      | 5      | 0      |
| 2019/20                       | Brentford FC         | Engeland       | Championship       | 19         | 1          | 2     | 0     | 2      | 0      | 23     | 1      |
| 2020/21                       | Brentford FC         | Engeland       | Championship       | 0          | 0          | 0     | 0     | 1      | 0      | 1      | 0      |
| 2020/21                       | → Legia Warschau     | Polen          | Ekstraklasa        | 8          | 0          | 1     | 0     | 3      | 0      | 12     | 0      |
| 2021/22                       | → AD Alcorcón        | Spanje         | Segunda A          | 18         | 0          | 0     | 0     | –      | –      | 18     | 0      |
| 2022/23                       | → De Graafschap      | Nederland      | Eerste divisie     | 18         | 0          | 3     | 0     | –      | –      | 21     | 0      |
| 2023/24                       | Zagłębie Sosnowiec   | Polen          | I liga             | 12         | 1          | 0     | 0     | –      | –      | 12     | 1      |
| Carrièretotaal                | Carrièretotaal       | Carrièretotaal | Carrièretotaal     | 264        | 14         | 11    | 0     | 12     | 0      | 287    | 14     |
| Bijgewerkt op 22 oktober 2023 |                      |                |                    |            |            |       |       |        |        |        |        |